# Брикебек-ан-Котантен (кантон)
Брикебек-ан-Котантен (фр. Bricquebec-en-Cotentin) (до 5 марта 2020 года назывался Брикебек, фр. Bricquebec) — кантон во Франции, находится в регионе Нормандия, департамент Манш. Входит в состав округа Шербур.

## История
До 2015 года в состав кантона входили коммуны Брёвиль, Брикебек, Кетто, Л'Этан-Бертран, Ле-Вальдеси, Ле-Врето, Ле-Перк, Маньвиль, Морвиль, Негревиль, Ровиль-ла-Биго, Рошвиль, Сен-Мартен-ле-Эбер и Сотвас.
В результате реформы 2015 года  состав кантона был изменен. В него были включены девятнадцать коммун упраздненного кантона Сен-Совёр-ле-Виконт.
С 1 января 2016 года состав кантона изменился: коммуны Брикебек, Кетто, Ле-Вальдеси, Ле-Врето, Ле-Перк и Сен-Мартен-ле-Эбер образовали новую коммуну Брикебек-ан-Котантен, к которой перешел статус административного центра кантона.
С 1 января 2017 года состав кантона вновь изменился: коммуна Ле-Муатье-ан-Ботуа вошла в состав коммуны Пиковиль кантона Карантан.
2 марта 2020 года указом № 2020-212 кантон переименован в Брикебек-ан-Котантен. .

## Состав кантона с 1 января 2017 года
В состав кантона входят коммуны (население по данным Национального института статистики за 2018 г.):
- Бенвиль (663 чел.)
- Бинивиль (114 чел.)
- Брёвиль (415 чел.)
- Брикебек-ан-Котантен (5 869 чел.)
- Гольвиль (175 чел.)
- Катвиль (98 чел.)
- Коломби (546 чел.)
- Кровиль-сюр-Дув (64 чел.)
- Л'Этан-Бертран (343 чел.)
- Ла-Бонвиль (178 чел.)
- Маньвиль (322 чел.)
- Морвиль (274 чел.)
- Негревиль (815 чел.)
- Неу (620 чел.)
- Нёвиль-ан-Бомон (31 чел.)
- Оргланд (365 чел.)
- Отвиль-Бокаж (157 чел.)
- Реньевиль-Бокаж (38 чел.)
- Ровиль-ла-Биго (1 134 чел.)
- Ровиль-ла-Плас (373 чел.)
- Рошвиль (592 чел.)
- Сен-Жак-де-Неу (614 чел.)
- Сен-Совёр-ле-Виконт (2 099 чел.)
- Сент-Коломб (203 чел.)
- Сотвас (1 418 чел.)
- Тайпье (18 чел.)
- Этьенвиль (369 чел.)

## Политика
На президентских выборах 2022 г. жители кантона отдали в 1-м туре Эмманюэлю Макрону 30,6 % голосов против 29,0 % у Марин Ле Пен и 14,6 % у Жана-Люка Меланшона; во 2-м туре в кантоне победил Макрон, получивший 53,0 % голосов. (2017 год. 1 тур: Марин Ле Пен – 23,9 %, Эмманюэль Макрон – 22,8 %, Франсуа Фийон – 19,3 %, Жан-Люк Меланшон – 17,9 %; 2 тур: Макрон – 61,7 %. 2012 год. 1 тур: Николя Саркози — 26,8 %, Франсуа Олланд — 26,4 %, Марин Ле Пен — 19,1 %; 2 тур: Олланд — 51,0 %).
С 2021 года кантон в Совете департамента Манш представляют вице-мэр коммуны Сен-Жак-де-Неу Франсуаза Лероссиньоль (Françoise Lerossignol) и член совета коммуны Ровиль-ла-Биго Дамьен Фере (Damien Férey) (оба — Разные правые).
|                | Кандидаты                          | Партия                   | Первый тур | Первый тур     | Второй тур | Второй тур |
| Кол-во голосов | Кандидаты                          | Партия                   | % голосов  | Кол-во голосов | % голосов  |            |
| -------------- | ---------------------------------- | ------------------------ | ---------- | -------------- | ---------- | ---------- |
|                | Франсуаза Лероссиньоль Дамьен Фере | Разные правые            | 2 655      | 74,64          | 2 748      | 77,15      |
|                | Эмманюэль Реньюф Жеральдин Шап     | Национальное объединение | 902        | 25,36          | 814        | 22,85      |

|                | Кандидаты                           | Партия                    | Первый тур | Первый тур     | Второй тур | Второй тур |
| Кол-во голосов | Кандидаты                           | Партия                    | % голосов  | Кол-во голосов | % голосов  |            |
| -------------- | ----------------------------------- | ------------------------- | ---------- | -------------- | ---------- | ---------- |
|                | Франсуаза Лероссиньоль Патрис Пилле | Союз за народное движение | 3 077      | 50,10          | 4 063      | 69,62      |
|                | Флоранс Гослен Эмманюэль Реньюф     | Национальный фронт        | 1 819      | 29,62          | 1 773      | 30,38      |
|                | Реми Бесельевр Сильви Ле Бай        | Левый фронт               | 1 246      | 20,29          |            |            |